# أر يو أيه جي القابضة
أر يو أيه جي القابضة (RUAG إختصاراً لهذه الكلمات بالألمانية: Rüstungs Unternehmen Aktiengesellschaft ؛ شركة الدفاع المساهمة) هي شركة سويسرية متخصصة في هندسة الطيران وصناعة الدفاع . يقع مقرها الرئيسي في برن عاصمة سويسرا ، في حين أن لديها أيضًا العديد من مواقع الإنتاج في سويسرا ( نيون ، إيغل ، ثون ، برن ، إمين ، ألتدورف ، زيورخ وإنترلاكن )، ألمانيا ( أوبربفافنهوفن ، هامبورغ فيديل وفورث )، السويد ( غوتنبرغ ، لينشوبينغ و أمتفورس )، المجر ( سيروك ، إيجر )، النمسا ( فيينا ، بيرندورف ) والولايات المتحدة ( تامبا وتيتوسفيل )، وشركات المبيعات في أستراليا والمملكة المتحدة وفرنسا وبلجيكا والبرازيل وماليزيا .